# Luba-Katanga
Luba-Katanga of Loeba-Katanga (ook Luba-Shab of Kiluba genoemd) is een Bantoetaal die wordt gesproken in de Democratische Republiek Congo. De taal heeft naar schatting 1,5 miljoen sprekers. Luba-Katanga wordt voornamelijk gesproken door het Luba-volk in Katanga in het zuidoosten van Congo. De taal wordt Luba-Katanga genoemd ter onderscheid met Luba-Kasai, een andere taal van de Luba. Luba-Kasai is nauw verwant aan Luba-Katanga.
Advocaat (Jean-)Mathieu (genaamd Em. = M.) Jenniges uit Verviers publiceerde in 1909 een woordenboek van Luba-Katanga naar het Frans. Een tweede woordenboek werd in 1954 gepubliceerd door de Belgische missionaris Ernest Van Avermaet samen met Benoît Mbuyà. In 1951 schreef een Amerikaanse missionaris, Herbert William Beckett, een Engelstalig werk over de taal, Hand Book of Kiluba - Luba-Katanga.
Volgens Beckett kent de taal drie werkwoordstijden: de tegenwoordige tijd, nabij de tegenwoordige tijd en verder van de tegenwoordige tijd. De laatste twee werkwoordstijden kunnen naar zowel het verleden als de toekomst verwijzen. Verder van de tegenwoordige tijd verwijst echter voornamelijk naar het verleden en in veel mindere mate naar de toekomst.